# Sadr (ster)

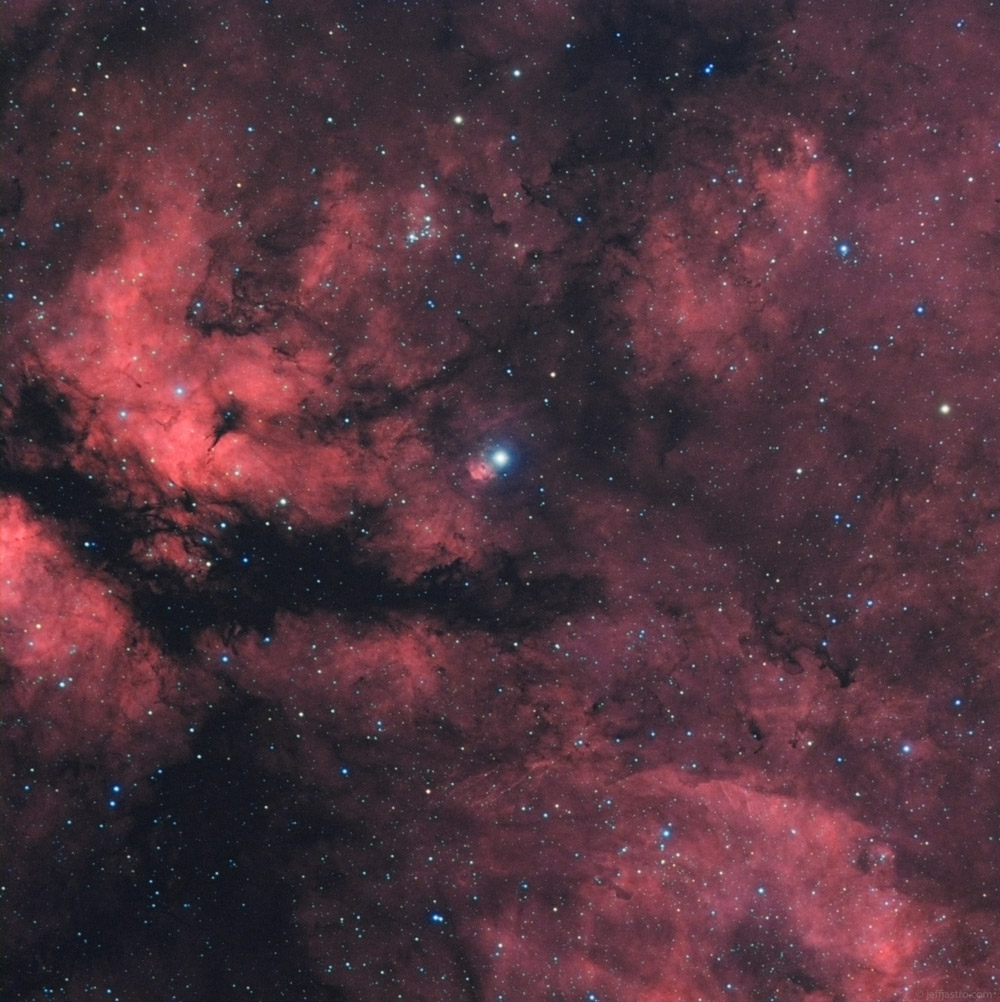
Sadr (centrum), omgeven door IC 1318

Sadr (gamma Cygni) is een heldere ster in het sterrenbeeld Zwaan (Cygnus).
De ster staat ook bekend als Sador en Sadir.
In de richting van deze ster zijn ook een radiobron en de supernovarest G78.2+2.1
te vinden, beide hebben geen relatie met deze ster.